# Gouvernement Salinas de Gortari
Cet article présente la composition du gouvernement mexicain sous le président Carlos Salinas de Gortari, il est l'ensemble des secrétaires du gouvernement républicain du Mexique. Il est ici présenté dans l'ordre protocolaire. Actuellement les membres du gouvernement exécutif du Mexique ne prennent pas le titre de ministre mais celui de secrétaire.

## Liste des secrétaires
| - Secrétaire des Relations Extérieures du Mexique - (1988 - 1993) : Ángel Fernando Solana Morales - (1993 - 1994) : Manuel Camacho Solís - (1994 - 1994) : Manuel Tello Macías - Secrétaire du Gouvernement du Mexique - (1988 - 1992) : Fernando Gutiérrez Barrios - (1992 - 1993) : Patrocinio González Blanco Garrido - (1993 - 1994) : Jorge Carpizo McGregor - Secrétaire de l'Agriculture et des Ressources Hydrauliques du Mexique - (1988 - 1989) : Jorge de la Vega Domínguez - (1989 - 1994) : Carlos Hank González - Secrétaire des Communications et des Transports du Mexique - (1988 - 1993) : Andrés Caso Lombardo - (1993 - 1994) : Emilio Gamboa Patrón - Secrétaire de la Défense Nationale du Mexique - (1988 - 1994) : Antonio Riviello Bazán - Secrétaire de l'Éducation Publique du Mexique - (1988 - 1992) : Manuel Bartlett Díaz - (1992 - 1993) : Ernesto Zedillo Ponce de León - (1993 - 1994) : Fernando Solana Morales - (1994 - 1994) : José Ángel Pescador - Secrétaire des Finances et du Crédit Public du Mexique - (1988 - 1994) : Pedro Aspe Armella - Secrétaire du Commerce et de la Promotion Industrielle du Mexique - (1988 - 1994) : Jaime Serra Puche - Secrétaire de la Marine du Mexique - (1988 - 1990) : Mauricio Scheleske Sánchez - (1990 - 1994) : Luis Carlos Ruano Angulo - Secrétaire du Développement Urbain et de l'Écologie - (1988 - 1992) : Patricio Chirinos Calero - Secrétaire du Développement Social du Mexique - (1992 - 1993) : Luis Donaldo Colosio Murrieta - (1993 - 1994) : Carlos Rojas Gutiérrez | - Secrétaire de l'Énergie, des Mines et de l'Industrie Parastatale du Mexique - (1988 - 1993) : Fernando Hiriart Balderrama - (1993 - 1994) : Emilio Lozoya Thalmann - Secrétaire de la Santé du Mexique - (1988 - 1994) : Jesús Kumate Rodríguez - Secrétaire du Travail et de la Prévision Sociale du Mexique - (1988 - 1994) : Arsenio Farell Cubillas - (1994 - 1994) : Manuel Gómez Peralta - Secrétaire de la Pêche du Mexique - (1988 - 1991) : María de los Ángeles Moreno Uriegas - (1991 - 1994) : Guillermo Jiménez González - Secrétaire de l'Inspection générale de la Fédération du Mexique - (1988 - 1994) : María Elena Vázquez Nava - Secrétaire du Tourisme du Mexique - (1988 - 1990) : Carlos Hank González - (1990 - 1993) : Pedro Joaquín Coldwell - (1993 - 1994) : Jesús Silva Herzog Flores - Secrétaire de la Réforme Agraire du Mexique - (1988 - 1994) : Víctor Cervera Pacheco - Procureur général de la République du Mexique - (1988 - 1991) : Enrique Álvarez del Castillo - (1991 - 1993) : Ignacio Morales Lechuga - (1993 - 1994) : Jorge Carpizo McGregor - (1994 - 1994) : Diego Valadés Ríos - (1994 - 1994) : Humberto Benítez Treviño - Département du District Fédéral du Mexique - (1988 - 1993) : Manuel Camacho Solís - (1993 - 1994) : Manuel Aguilera Gómez |